# Gret Fröhlicher
Gret Fröhlicher († 1458 in Pratteln) war eines der ersten Opfer der Hexenverfolgung in Basel. Unter anderem ihretwegen steht heute die Gedenktafel gegenüber dem Käppelijoch auf der Mittleren Brücke in Basel.

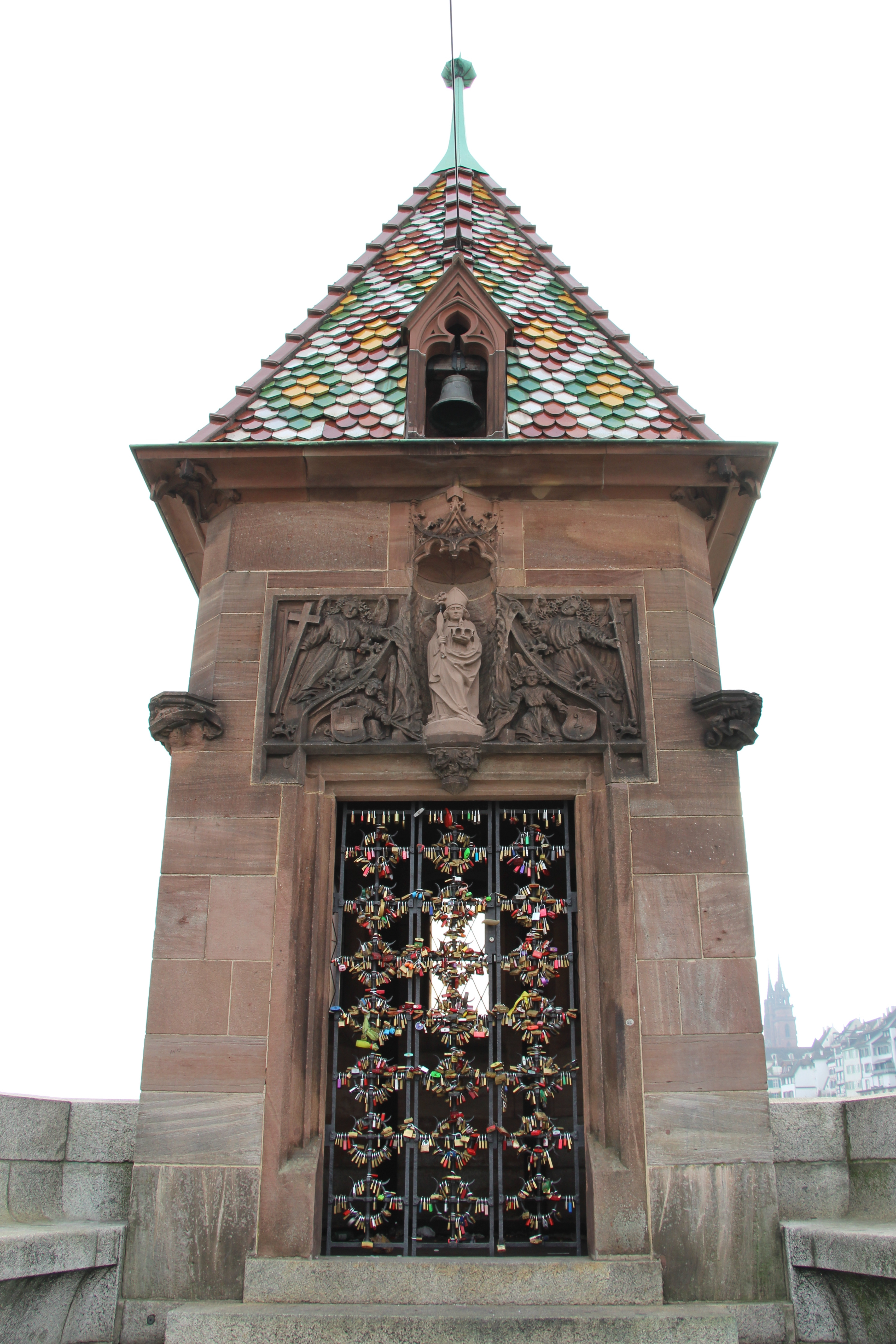
Käppelijoch auf der Mittleren Brücke in Basel

## Leben
Über das Leben von Gret Fröhlicher ist wenig bekannt. Sie war eine Metzgersfrau und lebte mit ihrem Gatten in Basel. Im Alltag gab es keine Hinweise auf ein magisches Schema, sie war verheiratet, wohlhabend und in der Leonhardskirche integriert.
Offenbar kam es zu Problemen zwischen Gret Fröhlicher und ihrer Schwiegertochter, die vor Gericht ausgefochten wurden. Die Schwiegertochter bezichtigte Fröhlicher des Schadenzaubers und behauptete, sie richte ihre Hexenkünste gegen sie und ihre Tiere. Zu Fröhlichers Unglück war zu dieser Zeit der «Hexenmeister» Hans Müller von Fürenfeld in der Stadt. Er war als Hexenjäger bekannt und unterstützte die Aussage der Schwiegertochter. Um die Schuld einer Hexe zu beweisen, war ein Geständnis erforderlich, und um dieses zu erlangen, wurden die angeklagten Frauen gefoltert und gequält. Die Anklage wurde abgelehnt und Gret Fröhlicher freigesprochen, worauf sie Hans Müller von Fürenfeld wegen Verleumdung anklagte. Damit wurde er aus der Stadt verbannt und später in Strassburg wegen vermehrter Anklagen getötet.
Acht Jahre nach diesem Gerichtsprozess trennte sich Gret von ihrem Mann und zog nach Pratteln. Sie war als Hebamme tätig. Gret Fröhlicher wurde erneut der Hexerei beschuldigt und schliesslich verbrannt.

## Orte

### Hexmatt (Pratteln)
Gret Fröhlicher zog nach der Trennung vom Ehemann nach Pratteln. Die Hexmatt in Pratteln galt als beliebter Treffpunkt von Hexen und Zauberern mit dem Teufel. Dorfbewohner erzählten, sie hätten hier Frauen, selten auch Männer, mit dem Teufel tanzen oder mit einem Besen fliegen sehen. Bis in die Gegenwart gibt es Menschen, die glauben, ein Zauber sei über die Wiese gesprochen worden.

### Käppelijoch (Gedenktafel)
Nebst dem Verbrennen der Hexen fingen die Hexenjäger im 15. Jahrhundert an, die vermeintlichen Verbrecherinnen anzuketten und in den Fluss zu werfen. Davon waren nicht nur angebliche Hexen betroffen, sondern auch Homosexuelle oder Ketzer. In Basel wurde diese Methode auf der Mittleren Brücke verwendet. Um auf die vielen Offizialdelikte aufmerksam zu machen, wurde 2019 eine Gedenktafel beim Käppelijoch aufgestellt. Sie steht nicht nur für die verunglückten Frauen und teils auch Männer, sondern auch für die Judenverfolgung, Diskriminierung und Ungerechtigkeit. Als Repräsentantinnen stehen auf der Tafel die Namen von Gret Fröhlicher sowie Margreth Vögtlin und Barbel Schinbeinin, zwei weiteren Frauen, die als Hexen gefoltert und umgebracht worden sind. Die Gedenktafel wurde vom Künstler Markus Böhmer gestaltet. Darauf steht:

«Basel gedenkt der Menschen, die in früheren Jahrhunderten der Hexerei bezichtigt, verfolgt, gefoltert und getötet worden sind. Heute ist dies ein Ort, der uns ermahnt, anderen Menschen ohne Vorurteile zu begegnen und sie nicht auszugrenzen.»

## Rehabilitation
Die Grossrätin Brigitta Gerber setzte sich für eine Rehabilitation der im 15.–17. Jahrhundert verurteilten «Hexen» Gret Fröhlicher, Margreth Vögtlin und Barbel Schinbeinin ein. Am 24. Oktober 2012 wurde der erste Antrag gestellt, der abgelehnt wurde. Ein zweiter Versuch wurde im Dezember 2014 eingeleitet, wieder mit derselben Begründung wie 2012. Der Vorschlag einer Gedenktafel wurde vom Regierungsrat hingegen angenommen. Am 27. März 2019 wurde die Gedenktafel mit feierlicher Einweihung gegenüber dem Käppelijoch angebracht.